# تيد دانسون
تيد دانسون (بالإنجليزية: Ted Danson)‏ مواليد 29 ديسمبر 1947 في سان دييغو، كاليفورنيا، الولايات المتحدة، هو ممثل ومنتج أمريكي بدأ مسيرته الفنية عام 1975. ذاع صيته بعد ظهوره في شخصية سام مالون في المسلسل الكوميدي شيرز وشخصية جاك هولدن في أفلام ثلاث رجال وطفل وثلاث رجال وسيدة صغيرة، وشخصية الدكتور جون بيكر في مسلسل بيكر. كما لعب دور البطولة في المسلسلات سي اس آي: التحقيق في موقع الجريمة وسي إس آي: سايبر. بالإضافة إلى ذلك، يلعب دورًا متكررًا في مسلسل لاري دايفد اكبح حماسك. في عام 2015، قام بدورهانك لارسون في الموسم الثاني من مسلسل الكوميديا السوداء فارجو. منذ عام 2016، قام بدور «المهندس المعماري» مايكل في المسلسل الكوميدي المكان الجيد.
خلال مسيرته المهنية، ترشح دانسون لعدد 16 جائزة إيمي، وحاز على جائزتين. عشرة ترشيحات لجوائز غولدن غلوب، وفاز بثلاثة؛ جائزة نقابة ممثلي الشاشة وقد مُنح نجمة في ممشى المشاهير في هوليوود. وقد احتل المرتبة الثانية في قائمة «دليل التلفزيون» لأفضل 25 نجم تلفزيوني. دانسون أيضًا ناشطًا بيئيا منذ فترة طويلة في الحفاظ على المحيطات. في مارس / آذار 2011، نشر كتابه الأول «أوشين: محيطاتنا المهددة بالانقراض وما يمكننا فعله لإنقاذهم»، كتبه مع الصحفي مايكل دي أورو.

## وصلات خارجية
- تيد دانسون على موقع IMDb (الإنجليزية)
- تيد دانسون على موقع الموسوعة البريطانية (الإنجليزية)
- تيد دانسون على موقع روتن توميتوز (الإنجليزية)
- تيد دانسون على موقع ألو سيني (الفرنسية)
- تيد دانسون على موقع ميوزك برينز (الإنجليزية)
- تيد دانسون على موقع أول موفي (الإنجليزية)
- تيد دانسون على موقع قاعدة بيانات برودواي على الإنترنت (الإنجليزية)
- تيد دانسون على موقع قاعدة بيانات الأفلام السويدية (السويدية)
- تيد دانسون على موقع إن إن دي بي (الإنجليزية)
- تيد دانسون على موقع ديسكوغز (الإنجليزية)
- Danson receives the Alumni Distinguished Achievement Award from his alma mater, Carnegie Mellon University, in 2003
- Video of Danson at Oceana event على يوتيوب
- NYTimes March 2010 feature article